# Regió d'Ústí nad Labem
La Regió de Ústí nad Labem (txec:  Ústecký kraj ) és una sosdivisió (kraj)de la República Txeca, al nord-oest de la regió històrica de Bohèmia. La capital és Ústí nad Labem.

## Ciutats de la Regió d'Ustí nad Labem
- Bílina
- Chomutov
- Děčín
- Kadaň
- Louny
- Lovosice
- Litoměřice
- Litvínov
- Most
- Teplice
- Terezín
- Ústí nad Labem
- Žatec